# ۱۲۷۱ (خورشیدی)
۱۲۷۱ هزار و دویست و هفتاد و یکمین سال هجری خورشیدی، سالی کبیسه است.

## زادگان
- علی اصغر حکمت : سیاستمدار و ادیب ایرانی.
- تیمسار سپهبد فضل‌الله زاهدی : نظامی و سیاستمدار ایرانی.